# Wspólnota administracyjna Ellingen
Wspólnota administracyjna Ellingen – wspólnota administracyjna (niem. Verwaltungsgemeinschaft) w Niemczech, w kraju związkowym Bawaria, w rejencji Środkowa Frankonia, w powiecie Weißenburg-Gunzenhausen. Siedziba wspólnoty znajduje się w mieście Ellingen.
Wspólnota administracyjna zrzesza jedną gminę miejską (Stadt) oraz dwie gminy wiejskie (Gemeinde): 
- Ellingen, miasto, 31,25 km², 3 654 mieszkańców
- Ettenstatt, 15,84 km², 843 mieszkańców
- Höttingen, 19,26 km², 1 135 mieszkańców